# Новогрозненське нафтове родовище
Новогрозненське (Жовтневе) нафтове родовище — нафтове родовище в Росії. Розташоване в Чеченській Республіці, за 10 кілометрів на південний схід від Грозного.

## Опис
Родовище відкрито в 1913 році. В роки Громадянської війни йому завдано величезної шкоди, багато фонтанів горіли майже півтора року (до весни 1919 року).
Нафтогазоносність пов'язана з відкладами неогенового і крейдового віку. Запаси нафти — 0,1 мільярда тон. Щільність нафти становить 0,850 г/см³ або 34° API. Вміст сірки становить 0,2 %. Вміст парафіну становить 0,9 %.
Нафтове родовище відноситься до Північно-Кавказької нафтогазоносної провінції.
Оператором родовища є російська нафтова компанія «Роснефть».